# Microcefalie
Microcefalie is een afwijking van het centrale zenuwstelsel waarbij de schedelomvang te klein is. Het is meestal een aangeboren aandoening. De hersenen ontwikkelen zich niet goed waardoor de schedel ook kleiner blijft. Vaak is er sprake van een verstandelijke beperking.
Er bestaat een primaire en secundaire microcefalie. De primaire microcefalie is vaak autosomaal recessief overerfbaar. Bij een secundaire microcefalie, is er sprake van een secundaire oorzaak.  
Microcefalie ontstaat door een chromosoomafwijking, een ontwikkelingsstoornis of een infectie tijdens de zwangerschap. Vaak is het een kenmerk van een syndroom.
Er zijn steeds meer aanwijzingen dat het zika-virus een veroorzaker is van microcefalie. In de periode 2010 tot 2015 werden in Brazilië minder dan 100 geboortes van microcefalie per jaar gemeld, maar in 2015 waren dit er meer dan 1200.